# Liste der Landkreise und kreisfreien Städte in Thüringen
Diese Liste umfasst alle Landkreise und kreisfreien Städte im Freistaat Thüringen. Der Freistaat Thüringen wurde 1990 aus den drei DDR-Bezirken Erfurt, Gera und Suhl sowie drei angrenzenden Kreisen und weiteren Gebieten wiedergegründet. Die Kreisreform des Jahres 1994 reduzierte die Anzahl der Landkreise von 35 auf 17. Neben den 17 Landkreisen gibt es in Thüringen fünf kreisfreie Städte. Dies sind neben der Landeshauptstadt Erfurt die Städte Gera, Jena, Suhl und Weimar.
In Thüringen leben 2.122.335 Einwohner (Stand 31. Dezember 2023) auf 16.172,10 Quadratkilometern. Das entspricht einer Bevölkerungsdichte von 131 Einwohner pro Quadratkilometer (Ew/km²). Thüringen grenzt an die Bundesländer Niedersachsen, Hessen, Bayern, Sachsen-Anhalt und Sachsen. Als Binnenland hat Thüringen keinen Anteil an der deutschen Staatsgrenze.

## Hinweise zur Nutzung der Tabelle
Voreingestellt ist diese Tabelle in alphabetischer Reihenfolge nach dem Namen des Kreises beziehungsweise nach der kreisfreien Stadt geordnet. Sortierbar ist sie zudem (1) alphabetisch nach dem Namen der Kreise und Städte, (2) alphabetisch nach dem Namen des jeweiligen Kreissitzes, (3) nach Fläche, (4) nach der Einwohnerzahl und (5) nach Bevölkerungsdichte. Kreisfreie Städte sind durch den dem Namen angefügten Begriff „Stadt“ gekennzeichnet. Unter den Bemerkungen werden geografische Besonderheiten der jeweiligen Städte und Kreise aufgeführt, darunter etwa Gebirge und Berge, Flüsse und größere Seen.

## Übersicht
| Landkreis/ kreisfreie Stadt | Kreisstadt     | Wappen    | Lage      | Kfz               | Einw.     | Fläche (in km²) | Ew/km² | Bemerkungen | Bild                                        |
| --------------------------- | -------------- | --------- | --------- | ----------------- | --------- | --------------- | ------ | --- | ------------------------------------------- |
| Altenburger Land            | Altenburg      |           |           | ABG, SLN          | 88.692    | 569,39          | 156    | Flächenkreis mit der größten Bevölkerungsdichte Thüringens; östlichster Kreis Thüringens; Flüsse: Pleiße und Sprotte; Teil des Osterlands; entstanden aus den Kreisen Altenburg und Schmölln | Rote Spitzen von Altenburg                  |
| Eichsfeld                   | Heiligenstadt  |           |           | EIC, HIG, WBS     | 103.441   | 991,14          | 104    | grenzt an Hessen und Niedersachsen; historische Landschaft Eichsfeld; entstanden aus den Kreisen Heiligenstadt und Worbis | Eichsfeld bei Ecklingerode                  |
| Erfurt (kreisfreie Stadt)   |                |           |           | EF                | 215.675   | 269,91          | 799    | Landeshauptstadt; größte Stadt Thüringens; liegt an der Gera im Zentrum Thüringens; kreisfrei: 1816 bis 1818 und seit 1872 | Erfurter Dom und Severikirche               |
| Gera (kreisfreie Stadt)     |                |           |           | G                 | 94.847    | 152,18          | 623    | Oberzentrum in Ostthüringen, liegt im Tal der Weißen Elster und grenzt im Norden an Sachsen-Anhalt; kreisfrei seit 1922 | Gera-Untermhaus                             |
| Gotha                       | Gotha          |           |           | GTH               | 134.472   | 936,08          | 144    | liegt im Thüringer Becken und am Nordrand des Thüringer Waldes; entstanden aus dem Kreis Gotha und Gemeinden der Kreise Erfurt und Langensalza | Orangerie in Gotha                          |
| Greiz                       | Greiz          |           |           | GRZ, ZR           | 95.563    | 845,95          | 113    | liegt in Ostthüringen; Hauptfluss Weiße Elster; grenzt im Süden an Sachsen und im Norden an Sachsen-Anhalt; der Süden zählt zum Vogtland; entstanden aus den bisherigen Kreisen Gera-Land, Greiz und Zeulenroda | Osterburg in Weida                          |
| Hildburghausen              | Hildburghausen |           |           | HBN               | 61.329    | 938,41          | 65     | südlichster Kreis Thüringens; geringste Bevölkerungsdichte Thüringens; liegt am Südrand des Thüringer Waldes und an der Werra-Quelle; grenzt an Bayern; entstanden aus dem Kreis Hildburghausen und Gemeinden des Kreises Suhl-Land                                                                                       | Bertholdsburg Schleusingen                  |
| Ilm-Kreis                   | Arnstadt       |           |           | IK, ARN, IL       | 106.775   | 805,11          | 133    | liegt am Nordrand des Thüringer Waldes, im Nordwesten des Kreises liegt die geographische Mitte Thüringens; entstanden aus dem Kreis Arnstadt und dem Kreis Ilmenau sowie aus Gemeinden des Kreises Suhl-Land | Technikum Ilmenau                           |
| Jena (kreisfreie Stadt)     |                |           |           | J                 | 110.791   | 114,77          | 965    | zweitgrößte Stadt Thüringens; liegt im Mittleren Saaletal; kreisfrei seit 1922 | Blick auf Jena mit dem JenTower             |
| Kyffhäuserkreis             | Sondershausen  |           |           | KYF, ART, SDH     | 73.216    | 1.037,90        | 71     | im Nordosten Thüringens; markanter Höhenzug: Kyffhäuser; grenzt an Sachsen-Anhalt; entstanden aus dem Kreis Artern und dem Kreis Sondershausen | Kyffhäuserdenkmal                           |
| Nordhausen                  | Nordhausen     |           |           | NDH               | 82.179    | 712,93          | 115    | nördlichster Kreis Thüringens; Harz; Fluss: Helme; grenzt an Niedersachsen und Sachsen-Anhalt; 1952 entstanden aus dem Kreis Nordhausen und Gemeinden des Kreises Sangerhausen | Altstadt von Nordhausen                     |
| Saale-Holzland-Kreis        | Eisenberg      |           |           | SHK, EIS, SRO     | 83.643    | 815,26          | 103    | Hauptlandschaften: Mittleres Saaletal und Thüringer Holzland; grenzt im Norden an Sachsen-Anhalt; entstanden aus den Kreisen Eisenberg, Jena und Stadtroda | Leuchtenburg bei Kahla                      |
| Saale-Orla-Kreis            | Schleiz        |           |           | SOK, LBS, PN, SCZ | 78.619    | 1.151,32        | 68     | an der oberen Saale; Saalekaskade (Bleilochtalsperre als größte deutsche Talsperre); im Norden Orlasenke; entstanden aus den Kreisen Lobenstein, Pößneck und Schleiz | Bleilochtalsperre                           |
| Saalfeld-Rudolstadt         | Saalfeld       |           |           | SLF, RU           | 101.044   | 1.008,77        | 100    | Flüsse: Saale und Schwarza; nördlicher Teil des Thüringer Schiefergebirges; entstanden aus den Kreisen Rudolstadt und Saalfeld und etlichen Gemeinden des Kreises Neuhaus | Feengrotten in Saalfeld                     |
| Schmalkalden-Meiningen      | Meiningen      |           |           | SM, MGN           | 123.274   | 1.251,17        | 99     | Hauptlandschaften: Thüringer Wald, Rhön und Werratal; grenzt an Hessen und Bayern; entstanden aus den Kreisen Meiningen und Schmalkalden sowie einigen Gemeinden des Kreises Suhl-Land | Zella-Mehlis                                |
| Sömmerda                    | Sömmerda       |           |           | SÖM               | 69.418    | 806,88          | 86     | Thüringer Becken, Hainleite; Fluss: Unstrut; grenzt an Sachsen-Anhalt; entstanden aus dem Kreis Sömmerda und Gemeinden des Kreises Erfurt-Land | Rathaus Sömmerda                            |
| Sonneberg                   | Sonneberg      |           |           | SON, NH           | 56.434    | 460,84          | 122    | bevölkerungsärmster und kleinster Kreis Thüringens; grenzt an Bayern; umfasst große Teile des Thüringer Schiefergebirges, Teile des Frankenwalds und des Obermainischen Hügellands; Hauptfluss: Steinach; 1952 aus dem nach Abtretung von Gemeinden an den Kreis Neuhaus ursprünglich größeren Kreis Sonneberg entstanden | Rathaus Sonneberg                           |
| Suhl (kreisfreie Stadt)     |                |           |           | SHL               | 36.986    | 141,62          | 261    | bevölkerungsmäßig die kleinste der kreisfreien Städte Thüringens; liegt im Thüringer Wald; kreisfrei seit 1967 | Marktplatz in Suhl mit Waffenschmieddenkmal |
| Unstrut-Hainich-Kreis       | Mühlhausen     |           |           | UH, LSZ, MHL      | 98.233    | 931,60          | 105    | Nationalpark Hainich; Fluss: Unstrut; Mittelpunkt Deutschlands in Niederdorla; grenzt an Hessen; entstanden aus dem Kreis Mühlhausen und etlichen Gemeinden des Kreises Langensalza | Baumkronenpfad im Hainich                   |
| Wartburgkreis               | Bad Salzungen  |           |           | WAK, EA, SLZ      | 159.201   | 1.371,15        | 116    | flächen- und bevölkerungsmäßig größter Kreis Thüringens; grenzt an Hessen; Fluss: Werra; entstanden aus den Kreisen Bad Salzungen und Eisenach sowie Gemeinden des Kreises Langensalza; 1998 Ausgliederung der Stadt Eisenach; 2021 Eingliederung der Stadt Eisenach                                                      | Gradierwerk in Bad Salzungen                |
| Weimar (kreisfreie Stadt)   |                |           |           | WE                | 65.611    | 84,48           | 777    | viertgrößte Stadt Thüringens; liegt an der Ilm; kreisfrei seit 1922 | Nationaltheater                             |
| Weimarer Land               | Apolda         |           |           | AP, APD           | 82.892    | 804,47          | 103    | grenzt an Sachsen-Anhalt, umschließt Weimar; Hauptfluss Ilm; entstanden aus den Kreisen Apolda und Weimar | Rathaus und Markt in Apolda                 |
| Thüringen                   | Thüringen      | Thüringen | Thüringen | Thüringen         | 2.122.335 | 16.202,33       | 131    | |                                             |

## Einzelnachweis
1. ↑  Bevölkerung der Gemeinden vom Thüringer Landesamt für Statistik; Fortschreibung des Zensus 2011 (Hilfe dazu).